# 最伟大的乌克兰人
最伟大的乌克兰人（羅馬化：Velyki ukraintsi）是一檔乌克兰电视节目。该节目是通过投票的方式确定乌克兰公众眼中谁是历史上最伟大的乌克兰人。
该节目是在英国广播公司的许可下进行的，原版是一个英国电视上成功的节目《最伟大的100名英国人》。加拿大、法国、德国、羅馬尼亞和许多其他国家也制作了自己国家的版本。

## 结果
该电视节目在周日黃金時段在Inter电视台播出，时长90-180分钟。预投票在乌克兰的一些城市进行，例如基輔、利沃夫、雅尔塔、哈爾科夫、敖德薩、頓涅茨克、辛菲罗波尔、尼任、尼古拉耶夫、奧斯特羅赫、切爾諾夫策和卡缅涅茨-波多利斯基。

## 前十名
2008年4月11日，公布了前100名伟大的乌克兰人。前10名将经过重新投票选出，结果于2008年5月16日公布。最终的前10名是： 
1. 智者雅罗斯拉夫（978年－1054年）（40%）
2. 米科拉·阿莫索夫（1913年－2002年）（19.88%）
3. 斯捷潘·班德拉（1909年－1959年）（16%）
4. 塔拉斯·舍甫琴科（1814年－1861年）（9.3%）
5. 博赫丹·赫梅利尼茨基（1595年－1657年）（4.02%）
6. 瓦列里·洛巴诺夫斯基（1939年－2002年）（3.18%）
7. 維亞切斯拉夫·喬爾諾維爾（1937年－1999年）（2.63%）
8. 格里戈里·斯科沃罗达（1772年－1794年）（1.73%）
9. 列霞·烏克蘭卡（1871年－1913年）（1.64%）
10. 伊万·弗兰科（1856年－1916年）（1.49%）